# Kuh-e Sefid
Der Kuh-e Sefid ist ein Berg in Zentralafghanistan.
Der Kuh-e Sefid liegt in der Provinz Ghazni.
Der Berg ist mit einer Höhe von 4750 m der zweithöchste Gipfel der Provinz. Der Kuh-e Sefid befindet sich 75 km westlich der Provinzhauptstadt Ghazni. Seine Westflanke wird vom Jikhai, einem linken Nebenfluss des Hilmend, entwässert. Entlang der Ostflanke des Gebirgszugs, in welchem der Kuh-e Sefid liegt, erstreckt sich die tektonische Senke Dasht-i-Nawur. 